# Kampbegraafplaats Kalmusweiher
De Kampbegraafplaats Kalmusweiher in Rösrath is een militaire begraafplaats in Noordrijn-Westfalen, Duitsland. Op de begraafplaats liggen 109 omgekomen Russische militairen uit de Tweede Wereldoorlog. Daarnaast liggen er nog drie militairen van Nederlandse, Poolse en Joegoslavische komaf. De militairen kwamen allen om in het krijgsgevangenenkamp Hoffnungsthal.